# Ђурађ Крвавчић
Ђурађ Крвавчић (умро 18. септембра 1385) је био српски војвода у служби Балше II Балшића. Погинуо је у бици на Саурском пољу.

## Биографија
Једини извор који помиње Крвавчића јесте "Краљевство Словена" Мавра Орбина. Орбин помиње Ђурђа у одељку који се бави породицом Балшића. Ђурађ се налазио у служби Балше II Балшића. Описујући догађаје који су уследили по доласку Балше на власт, стављајући тежиште на турски напад, извор кога је Орбин користио описује погибију Балше у сукобу са Турцима. Орбин ставља коначну битку у 1383. годину, а вођена је код реке Војуше у покрајини званој Грекот и на Поповом пољу. Орбин пише да је Балша храбро погинуо у бици, а са њим и његов војвода Ђурађ Крвавчић, врстан ратник, као и Иваниш, син краља Вукашина Мрњавчевића. Хронолошки и географски подаци које Орбин износи не поклапају се са стварним синовима. Познато је да Балша јесте погинуо у бици против Турака, али две године касније него што то наводи Орбин. То је битка на Саурском пољу код Берата која је вођена 18. септембра 1385. године. Стога и за годину Ђурђеве погибије треба узети 1385.